# Sinlije
Sinlije falu Horvátországban, Bród-Szávamente megyében. Közigazgatásilag Csernekhez tartozik.

## Fekvése
Bródtól légvonalban 48, közúton 67 km-re északnyugatra, Pozsegától   légvonalban 17, közúton 19 km-re nyugatra, községközpontjától 9 km-re északkeletre, a Psunj-hegység területén, az Orljavica-patak mentén fekszik.

## Története
A település feltehetően a török uralom idején keletkezett Boszniából bevándorolt muzulmánok és pravoszláv vlachok betelepülésével. A térség 1691-ben szabadult fel végleg a török uralom alól. Az első katonai felmérés térképén „Dorf Sindlie” néven található. Lipszky János 1808-ban Budán kiadott repertóriumában „Szindlie” néven szerepel.  
Nagy Lajos 1829-ben kiadott művében „Szimlie” néven 9 házzal, 15 katolikus és 54 ortodox vallású lakossal találjuk. 
1857-ben 42, 1910-ben 76 lakosa volt. Az 1910-es népszámlálás szerint lakosságának 89%-a szerb, 11%-a horvát anyanyelvű volt. Pozsega vármegye Újgradiskai járásának része volt. Az első világháború után 1918-ban az új szerb-horvát-szlovén állam, majd később (1929-ben) Jugoszlávia része lett. 1991-től a független Horvátországhoz tartozik. 1991-ben lakosságának 85%-a szerb, 7%-a jugoszláv nemzetiségű volt. 2011-ben a településnek már nem volt állandó lakossága. 

## Lakossága
| Lakosság változása | Lakosság változása | Lakosság változása | Lakosság változása | Lakosság változása | Lakosság változása | Lakosság változása | Lakosság változása | Lakosság változása | Lakosság változása | Lakosság változása | Lakosság változása | Lakosság változása | Lakosság változása | Lakosság változása | Lakosság változása |
| ------------------ | ------------------ | ------------------ | ------------------ | ------------------ | ------------------ | ------------------ | ------------------ | ------------------ | ------------------ | ------------------ | ------------------ | ------------------ | ------------------ | ------------------ | ------------------ |
| 1857               | 1869               | 1880               | 1890               | 1900               | 1910               | 1921               | 1931               | 1948               | 1953               | 1961               | 1971               | 1981               | 1991               | 2001               | 2011               |
| 42                 | 48                 | 44                 | 69                 | 48                 | 76                 | 61                 | 76                 | 86                 | 82                 | 77                 | 70                 | 41                 | 41                 | 4                  | 0                  |